# Aloe wilsonii x elgonica
Aloe wilsonii x elgonica é uma espécie de liliopsida do gênero Aloe, pertencente à família Asphodelaceae.